# Karl I av Savojen

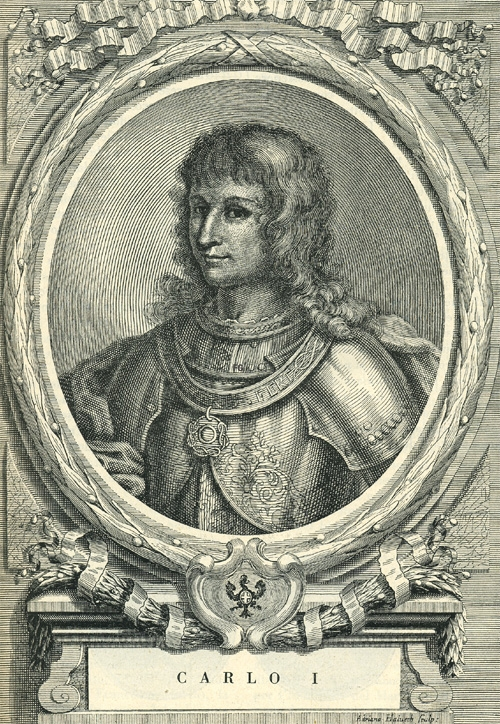
Karl I av Savojen

Karl I av Savojen, född 1468, död 1490, var en monark (hertig) av Savojen från 1482 till 1490. 